# 극장판 은혼: 완결편 해결사여 영원하라
《극장판 은혼: 완결편 해결사여 영원하라》(일본어: 劇場版 銀魂 完結篇 万事屋よ永遠なれ 게키조반 긴타마 간케쓰헨 요로즈야요 에이엔나레[*])는 《은혼》 일본 만화 및 애니메이션 시리즈를 기반으로 선라이즈에서 제작한 2013년 일본의 애니메이션 영화이다. 이 영화는 애니메이션 시리즈의 감독인 후지타 요이치가 감독했으며, 은혼의 원작자 소라치 히데아키의 이야기에 기반을 두고 있다. 스기타 토모카즈, 사카구치 다이스케, 쿠기미야 리에 등이 주연을 맡았다. 이 영화는 해결사 사무라이 사카타 긴토키가 에도에서 만났던 사람들의 나이든 모습들을 만나는 시간 여행 이야기를 중심으로 한다.
완결편은 2012년 8월에 처음 발표되었지만, 주요 세부 사항은 2013년 초까지 공개되지 않았다. 영화는 "완결편"으로 홍보되었지만, 소라치와 후지타는 그것이 은혼의 마지막 애니메이션 제작이 아니라고 확인했다. 소라치는 시리즈의 결말이라는 개념으로 이야기를 썼다. SPYAIR와 토미 헤븐리6 밴드에서 두 곡의 주제가가 제공되었으며, 후자의 노래는 이미 TV 시리즈에서 사용된 바 있다.

## 줄거리
영화관에서 일하던 긴토키는 '영화 도둑'(일본 문화에서 종종 비디오 카메라를 머리로 하고 영화관에서 불법 촬영하는 사람으로 묘사되는 인물)을 만난다. 영화 도둑의 행동을 꾸짖은 후, 그는 카메라 렌즈를 통해 다른 세상으로 워프한다. 이 세상에서는 5년이 흘렀고, 에도 땅은 종말론적인 황무지로 변했을 뿐만 아니라 긴토키가 죽었다고 한다. 영화 도둑, 즉 타임 도둑 타임머신은 인류가 멸종에 가까워졌다고 설명하고, 긴토키에게 자신을 위장할 물건을 준다. 타임 도둑이 범죄자들에게 손상을 입은 후, 긴토키는 그의 해결사 동료들을 만난다: 시무라 신파치는 츳코미의 흔적도 없는 멋진 사무라이로 변해 있었고, 카구라는 중국어 말투가 없는 아름다운 여성으로 변해 있었다. 미래의 긴토키는 "백저주"의 결과로 사망한 것으로 추정된다. 카구라와 신파치는 그들의 리더의 실종에 대처하기 위해 노력하고 있었고, 타임 도둑 덕분에 위장한 긴토키는 그들이 슬픔을 극복하도록 돕는다.
긴토키, 카구라, 신파치는 신센구미 대장 콘도 이사오, 조이 테러리스트 카츠라 고타로, 기술자 히라가 겐가이의 처형에 간다. 콘도와 카츠라는 부하들인 오키타 소고, 히지카타 토시로, 엘리자베스에 의해 구출되는데, 이들은 바쿠후에 반대하는 새로운 그룹을 결성하기 위해 힘을 합쳤으며, 겐가이는 사기꾼임이 드러난다. 새로운 그룹과 교류하면서 긴토키는 백저주가 긴토키의 조이 파벌이 이전 전쟁에서 싸웠던 염매 (厭魅)라고 알려진 마법사 집단에 의해 시작되었다는 것을 알게 된다. 긴토키는 잠복기를 거친 바이러스에 감염되었고, 미래의 긴토키는 그것과 싸우다가 사라졌다. 백저주의 한 희생자는 신파치의 누나인 타에로, 죽음에 가까워져 있다. 그녀를 치료하기 위해 긴토키의 친구들은 염매를 찾아 나선다. 긴토키는 미래의 긴토키인 염매를 찾아 죽이는데, 그가 과거의 자신에게 죽임을 당하기 위해 일련의 사건을 일으켰다는 것이 밝혀진다.
미래 긴토키의 죽음에도 불구하고 백저주는 멈추지 않는다. 긴토키는 수리된 타임 도둑을 사용하여 과거로 돌아가 바이러스가 잠복기에 들어가기 전에 전쟁 당시의 자신인 백귀를 죽이려 한다. 그러나 백귀는 사실 변장한 하세가와 타이조였다. 타마는 긴토키가 자신의 존재를 지우는 것을 막고 저주가 시작되기 전에 염매를 물리치도록 미래 사람들이 사용한 타임 도둑이었음이 밝혀진다. 친구들과 마지막 세대의 옛 죠이시(카츠라, 타카스기, 사카모토, 그리고 과거의 긴토키로 알려진 백귀)와 함께 염매와 싸운다. 마침내 긴토키와 백귀는 염매를 물리치고 저주가 시작되는 것을 막는다. 긴토키는 해결사와 재회하고, 그와 친구들은 그들의 원래 시간선으로 돌아가며, 모두 다시 만날 것을 약속한다. 마지막 장면은 원래 조이 멤버들이 절벽에서 지켜보는 것으로 구성된다. 이야기의 끝, 크레딧이 끝난 후, 과거가 바뀐 후에도 긴토키, 신파치, 카구라가 함께 만나는 모습을 보여준다.

## 출연진
TV 시리즈의 출연진이 다시 캐릭터의 목소리를 연기했다:
- 스기타 토모카즈 - 사카타 긴토키. 바이러스의 근원을 찾기 위해 시간을 여행하는 해결사 사무라이. 스기타는 대본에 만족감을 표했다.[3]
- 사카구치 다이스케 - 시무라 신파치. 미래에 숙련된 전사로 성장한 긴토키의 사무라이 견습생. 사카구치는 이야기가 시리즈에 잘 맞는다고 생각했다. 신파치가 더 강한 캐릭터로 묘사되면서, 사카구치는 영화에서 그를 목소리 연기하는 것이 어려웠다고 언급했다.[3]
- 쿠기미야 리에 - 카구라. 미래에 상당히 숙련된 전사로 성장한 어린 소녀. 쿠기미야는 나이든 카구라를 연기하면서 그녀의 침착한 대화에도 불구하고 평소의 페르소나와 여러 특성을 공유하는 것에 대해 비슷한 감정을 공유했다.[3]
- 타카하시 미카코 - 사다하루 / 오츠우짱
- 치바 스스무 - 콘도 이사오
- 나카이 카즈야 - 히지카타 토시로
- 스즈무라 켄이치 - 오키타 소고
- 오오타 테츠하루 - 야마자키 사가루
- 이시다 아키라 - 카츠라 코타로
- 유키노 사츠키 - 시무라 타에
- 오리카사 후미코 - 야규 큐베
- 코바야시 유우 - 사루토비 아야메 "삿짱"
- 카이다 유코 - 츠쿠요
- 쿠지라 - 오토세
- 미나미 오미 - 타마
- 스기모토 유우 - 캐서린
- 타치키 후미히코 - 하세가와 타이조
- 시마다 빈 - 히라가 겐가이
- 유사 코지 - 토죠 아유무
- 사카구치 코이치 - 무사시 같은 남자
- 코야스 타케히토 - 타카스기 신스케
- 미키 신이치로 - 사카모토 타츠마
- 카미야 아키라 - 미래의 엘리자베스
- 이소베 츠토무 - 염매
- 야마데라 코이치 - 타임 밴딧

## 제작
영화는 2012년 8월, 만화가 출판되는 슈에이샤의 주간 소년 점프 잡지에서 발표되었다. 이 발표는 소라치 히데아키가 스토리를 쓰고 있다는 확인과 함께 나왔다. TV 시리즈는 2013년 3월에 전체 제목이 공개되기 전까지 로고의 일부를 보여주곤 했다. "완결편"이라는 제목에도 불구하고, 소라치는 만화 시리즈가 끝나지 않았으며, 그가 선라이즈의 마지막 시리즈 기반 애니메이션 제작을 의미할 수 있다고 믿었다고 말했다. 선라이즈로부터 영화의 제목과 자료에 대해 들은 후, 소라치는 시리즈의 끝으로 간주될 수 있는 이야기를 썼다. 또한, 후지타 요이치 감독은 만약 흥행에 성공한다면 속편을 만들 것이라고 언급했다.

### 음악
이 영화는 두 가지 음악 주제를 사용한다: SPYAIR의 삽입곡 "Genjō Destruction" (現状ディストラクション, lit. "현상 파괴")와 토미 헤븐리6의 엔딩곡 "Pray". "Pray"는 이전에 시리즈의 첫 번째 오프닝 테마로 사용되었지만, "Genjō Destruction"은 이 영화를 위해 작곡되었으며 2013년 7월 3일에 싱글이 발매되었다. SPYAIR는 이전에 TV 시리즈에 두 개의 다른 주제가를 기여했다. SPYAIR는 영화 대본을 읽고 나중에 "Genjō Destruction"에 대한 아이디어를 얻기 위해 후지타와 대화를 나눴다. 그들은 이 주제가 싸움 장면에 사용될 것이라는 것을 알게 되었고, 따라서 영화와 어울리도록 고품질의 노래를 작곡하기 위해 노력했다. 23곡이 수록된 CD 사운드트랙은 2013년 7월 3일 애니플렉스에 의해 발매되었다.

### 변경 사항
두 번째 은혼 영화의 애니메이션 북에는 최종 버전에서 삭제된 3개의 추가 장면의 스토리보드를 보여주는 보너스 부분이 있었다. 이 장면들에는 긴토키, 타에, 그리고 영화에 등장하지 않는 인물을 제외한 모든 은혼 캐릭터들의 미래 버전이 대사를 주고받는 장면이 포함되어 있다. 긴토키가 미래의 자신을 만난 후 긴토키와 겐가이의 대화, 그리고 가장 중요한 것은 긴토키의 기억이 다른 사람들에게 어떻게 돌아왔는지 설명했을 장면으로, 타마가 긴토키의 사진을 저장하고 그것을 사용하여 모든 사람들에게 보여줌으로써 긴토키의 기억을 되찾아주는 장면이 있었다. 또한, 오프닝의 다른 버전과 긴토키와 미래의 긴토키가 대화하는 방식의 다른 버전이라는 두 가지 추가 변경 사항이 있었다.

## 개봉
2012년 12월 점프 페스타에서 은혼 애니메이션 시리즈의 출연진은 대본 지연으로 인해 영화 개봉 시기를 확신할 수 없다고 언급했다. 2013년 여름으로의 지연은 2013년 1월 TV 시리즈 에피소드에서 확인되었다. 오사카에서 영화 홍보를 위해 "은혼의 혼"이라는 애니메이션 행사가 열렸다. 이 행사의 영상과 인터뷰를 담은 DVD는 2013년 10월 23일에 발매되었다. 오사키 토모히토의 영화 소설화는 2013년 7월 8일 슈에이샤에 의해 발매되었다.
영화는 2013년 7월 6일에 극장에서 개봉했다. 2013년 6월 29일 료고쿠 코쿠기칸에서 시리즈 성우들이 출연하는 팬 행사와 함께 프리 오픈이 열렸다. 영화 관람객들은 사카타 긴토키, 카구라, 히지카타 토시로 캐릭터를 나타내는 특별한 맛의 팝콘을 살 수 있다. 또한, 모두 소라치 히데아키가 만든 "0권 스타일" 표지의 메모장을 받았다.

### 박스 오피스와 판매
이 영화는 일본 박스 오피스에서 127개 스크린에서 281,776,256엔(미화 2,821,707달러)을 벌어들이며 4위로 데뷔했다. 오리콘은 2013년 8월에 이 영화가 이전 은혼 영화의 티켓 판매량을 넘어 100만 장 이상의 티켓을 팔았다고 보도했다. 2013년 말까지 이 영화는 일본 박스 오피스에서 ¥1.7 billion ($17.42 million)를 벌어들였다.
DVD와 블루레이 형식으로 2013년 12월 18일 애니플렉스에 의해 발매되었다. 두 가지 모두 일반판과 한정판으로 제공되며, 한정판에는 보너스 추가 CD가 포함되어 있다. 발매 일주일 후, 블루레이는 일본에서 38,783장이 팔렸고, 2014년 1월 중순에는 총 44,778장이 팔렸다.